# Contes d'Excalibur
Contes d'Excalibur est un roman écrit par Alain Demouzon, publié en France aux éditions La Table ronde en 1993 puis aux éditions Pocket Jeunesse en juin 1998.

## Résumé
Un soir, après la classe, Corentin trouve sur sa route un chevalier errant, surgi de la nuit des temps, qui lui confie une mission : retrouver Excalibur et restaurer le royaume de la Table ronde. Le voici parti vers ces temps enchantés, bientôt rejoint par son amie Clotilde, devenue fée de Brocéliande…

## Éditions
- Édition petit format : Pocket Jeunesse, juin 1998  (ISBN 2-266-08100-4).